# Record (périodique)
Pour les articles homonymes, voir Record.
Record est le nom du mensuel qui a succédé à l'hebdomadaire pour la jeunesse Bayard. Il visait spécifiquement la jeunesse de 11 à 16 ans, bien que se voulant susceptible d'intéresser ses aînés également.
Conçu comme un véritable magazine, mais comportant peu de publicité, il se démarquait des publications enfantines comme des magazines people avant la lettre du style Salut les copains.

## Rubriques

### Bandes dessinées
C'est pour Record que fut demandé à Tabary et Goscinny de créer un nouveau personnage de bandes dessinées. Ce sera Iznogoud, série nommée alors Les aventures du calife Haroun El Poussah. À la disparition du magazine, ses créateurs poursuivront ses aventures dans Pilote.
Une autre série phare de la revue : Mégalithe, l'agent secret du Paléolithique, créé par Erik, sorte de James Bond en peaux de bêtes ayant remplacé l'Aston Martin réglementaire par un petit dinosaure, le Bombothorium de course. Cette série se caractérise par l'utilisation de noms imagés, assez proche des pratiques de Franquin ou de Greg ("Salkafar, ministre des conflits armés", "Vasoulo", ancêtre du sous-marin) ainsi que de machines à la technologie "décalée" (silex taillé, bois, courroies en cordages) mues par des dinosaures ou du "Kârbûr", produit "mystérieux" produisant un gaz combustible s'il est arrosé d'eau.
Le même auteur a réalisé un certain nombre de dessins "hors série", tout en conservant la notion de "machine décalée". Par exemple la "Startine", énorme voiture de loisir, sorte de camping car avec l'apparence d'une grosse voiture américaine, comportant une piscine dans le coffre arrière.
Au thème près, c'est le genre d'œuvre que l'on retrouve chez Cabu, simple page comportant une myriade de détails commentés. Cela peut aussi se rapprocher des omniprésentes description de l'aménagement d'engins spatiaux, avec une description de chaque bouton, tel qu'il en est paru des centaines à cette époque.
Gotlib y fit une entrée remarquée avec son Professeur Frédéric Rosebif, et en redessinera les planches pour y introduire son Professeur Burp. Alors que le professeur Burp était simplement dessiné, le professeur Frédéric Rosebif apparaissait en silhouette "photographiée" sur fond de bande dessinée. Cette forme de dessin en ombres préfigurait le style qu'adoptera plus tard Franquin pour ses Idées noires.
En 1964 Claire Bretécher, qui dessinait déjà des illustrations pour les éditions Bayard, commence à paraître dans le magazine et en 1968 elle y crée l'une de ses premières séries, Baratine et Molgaga. 
Jean-Claude Poirier et Jacques Lob y participèrent en 1969 avec la BD Cactus papa. Jacques Lob a également contribué à la série "La patrouille sous marine"

### Mic-Record
Chaque numéro comportait un certain nombre de pages centrales à dégrafer de la revue, constituant une mini-brochure à plier et assembler soi même : le Mic-Record
Le format était en général la moitié de celui de la revue, avec un thème différent à chaque fois (informatique, musique, etc.).

### Actualité musicale
Record fit paraître dans ses pages un Guide (sommaire et provisoire) des groupes sous forme de mini-brochure à plier et assembler soi-même. Cette brochure constitue un résumé assez représentatif de la musique du début des années 1960, française comme étrangère.

### Rubriques diverses
- Actualités sociale et scientifique
- Bricolage
- Vie pratique (règles de civilité, par exemple)